# 脳内ニューヨーク
『脳内ニューヨーク』（のうないニューヨーク、Synecdoche, New York）は、2008年公開のアメリカ映画。『マルコヴィッチの穴』や『エターナル・サンシャイン』の脚本家チャーリー・カウフマンの初監督作品。
第61回カンヌ国際映画祭や第33回トロント国際映画祭、第22回東京国際映画祭などで上映。

## ストーリー
ケイデン・コタードはニューヨークに住む劇作家。平凡だった彼の日常は、ある日を境に変わっていく。
額を切って病院へ行けば、原因不明の病気と診断され、家族からは、自分が演出した自信満々の舞台をけなされる。
夫婦仲も上手くいかず、遂には愛する妻と娘に捨てられてしまう。新しい恋人を作ろうとするも、優柔不断で逃げられて…。
そんな失敗続きで、人生に嫌気がさしていた彼の元に、マッカーサー・フェロー賞(別名“天才賞”)を受賞した知らせが届く。
大金と名誉を手に入れた彼は、人生をやり直そうとそのすべてを注ぎ込んだ、一世一代のプロジェクトを実行する。
それは、自分の頭の中に思い描いた理想のニューヨークを本物のニューヨークの中にもう一つ作り、誰も見たことのない舞台を上演することだった。
感動に満ちた驚異のライフ・エンタテインメント。

## キャスト
- ケイデン・コタード：フィリップ・シーモア・ホフマン
- ヘイゼル：サマンサ・モートン
- クレア・キーン：ミシェル・ウィリアムズ
- アデル・ラック：キャサリン・キーナー
- タミー：エミリー・ワトソン
- ミリセント・ウィームズ：ダイアン・ウィースト
- マリア：ジェニファー・ジェイソン・リー
- マドレーヌ・グラヴィス：ホープ・デイヴィス
- サミー・バーナサン：トム・ヌーナン
- オリーヴ（成人）：ロビン・ワイガート

## 評価
レビュー・アグリゲーターのRotten Tomatoesでは194件のレビューで支持率は69%、平均点は6.80/10となった。Metacriticでは34件のレビューを基に加重平均値が67/100となった。

## 主な受賞
- インディペンデント・スピリット賞：新人作品賞、ロバート・アルトマン賞
- ゴッサム賞：アンサンブル・キャスト賞
- ロサンゼルス映画批評家協会賞：美術賞